# 1823 Gliese
Az 1823 Gliese (ideiglenes jelöléssel 1951 RD) a Naprendszer kisbolygóövében található aszteroida. Karl Wilhelm Reinmuth fedezte fel 1951. szeptember 4-én.